# 柳宗悅

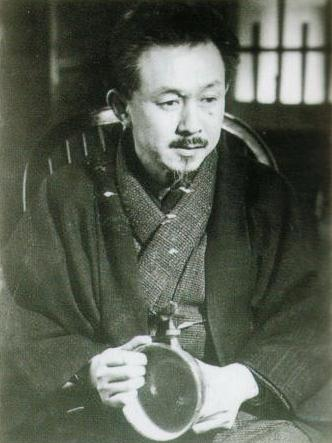
柳宗悅

柳宗悅（日语：／ Yanagi Muneyoshi，1889年3月21日—1961年5月3日）的日本思想家、美學者、宗教哲學者，民藝運動的發起人。他的名字「宗悅」經常讀作Soetsu（そうえつ）。

## 人物
東京府（今東京都）出身，海軍少將柳楢悅之三男。經舊制學習院高等科，畢業於東京帝國大學哲學科。專攻威廉·布萊克、惠特曼等英語宗教哲學。
舊制學習院高等科和東京帝國大學在學中，参加同人雜誌團體白樺派，和志賀直哉等人推展白樺派文學。發現生活中的民藝品的實用價值，提倡「用之美」，發起民藝運動。1936年（昭和11年），在東京府東京市目黑區駒場（今東京都目黑區）設立日本民藝館。太平洋戰爭前，致力於介紹北海道、東北、沖繩、台灣等地的工藝。1957年（昭和32年），榮膺文化功勞者。1961年（昭和36年），在日本民藝館逝世。

## 家族
長子柳宗理是產品設計師、次子柳宗玄是美術史家、三子柳宗民是園藝家。姪柳悅孝是染織家。

## 荣誉

### 外国勋章奖章
- 宝冠文化勋章（韩国，1984年9月追授）

## 著作
- 『柳宗悦全集　著作篇』 全22巻（25分冊）、筑摩書房
- 『柳宗悦蒐集　民藝大鑑』　全5巻、筑摩書房、日本民藝館編、1981-83年
- 「柳宗悦選集」　全10巻 日本民藝協会編、春秋社、初版1954-55年／新装版1972年（最終重刷1995年）
- 「柳宗悦宗教選集」　全5巻、春秋社、初版1960年
- 「私版本　柳宗悦集」　全6巻、春秋社、1973-74年（第6巻1978年）等

## 脚注
1. ↑  About the Museum｜The Japan Folk Crafts Museum （页面存档备份，存于）（英文）

## 外部連結
- 柳宗悅與日本民藝館 （页面存档备份，存于）
- 白樺文學館